# Шумилов, Вениамин Николаевич
Вениамин Николаевич Шумилов (21 сентября 1914, Ермахино, Костромская губерния, Российская империя — 5 сентября 1970, Москва, СССР) — советский архивист, историк.

## Биография
Родился 21 сентября 1914 года в Ермахине в крестьянской семье. С 1927 по 1930 год учился в колхозной школе молодёжи, после окончания которой устроился на работу секретарём сельсовета и колхозным счетоводом. В 1932 году поступил в Электромеханический техникум, одновременно с этим он был зачислен внештатным сотрудником в архив. В 1935 году переехал в Москву и поступил на исторический факультет МГУ, который он окончил с отличием в 1940 году. в том же году устроился на работу в ЦГАДА и проработал вплоть до 4 апреля 1969 года. Сначала работал в качестве архивно-технического сотрудника, а затем занимал должность директора. Учился на аспирантуре МГУ и Историко-архивном институте, но она прервалась с началом ВОВ, когда он был главным по эвакуации архива, а затем и обратно. В 1957 году получил звание Члена-корреспондента Индийской комиссии исторических архивов. Автор свыше 223 научных работ.

### Последние годы жизни
Последние годы жизни Вениамина Николаевича были трагическими. 4 апреля 1969 года был отстранён от должности директора архива, и назначен на должность заведующего хранилища, и вдобавок, коллеги по работе в последнее время относились к нему очень плохо из-за чего он слёг с тяжелейшей депрессией.
Покончил жизнь самоубийством 5 сентября 1970 года в Москве, немного не дожив до своего 56-летия. Похоронен на Николо-Архангельском кладбище.